# Acords de Basilea

El Banc d'Espanya és un dels membres del Comitè de Basilea, organisme impulsor dels Acords de Basilea.

Els Acords de Basilea o Normes de Basilea són les recomanacions que els bancs centrals i els supervisors dels països que integren el Comitè de Basilea han realitzat des de 1988 per establir unes condicions mínimes de solvència i estabilitat en la banca. Un dels principals acords consisteix a fixar el capital mínim que han de tenir els bancs per a fer front als riscos propis del seu negoci.
Els tres acords fonamentals són els de Basilea I, Basilea II i Basilea III. Reben el nom a partir de la ciutat de Basilea, Suïssa, on l'esmentat Comitè té la seu.

## Basilea I

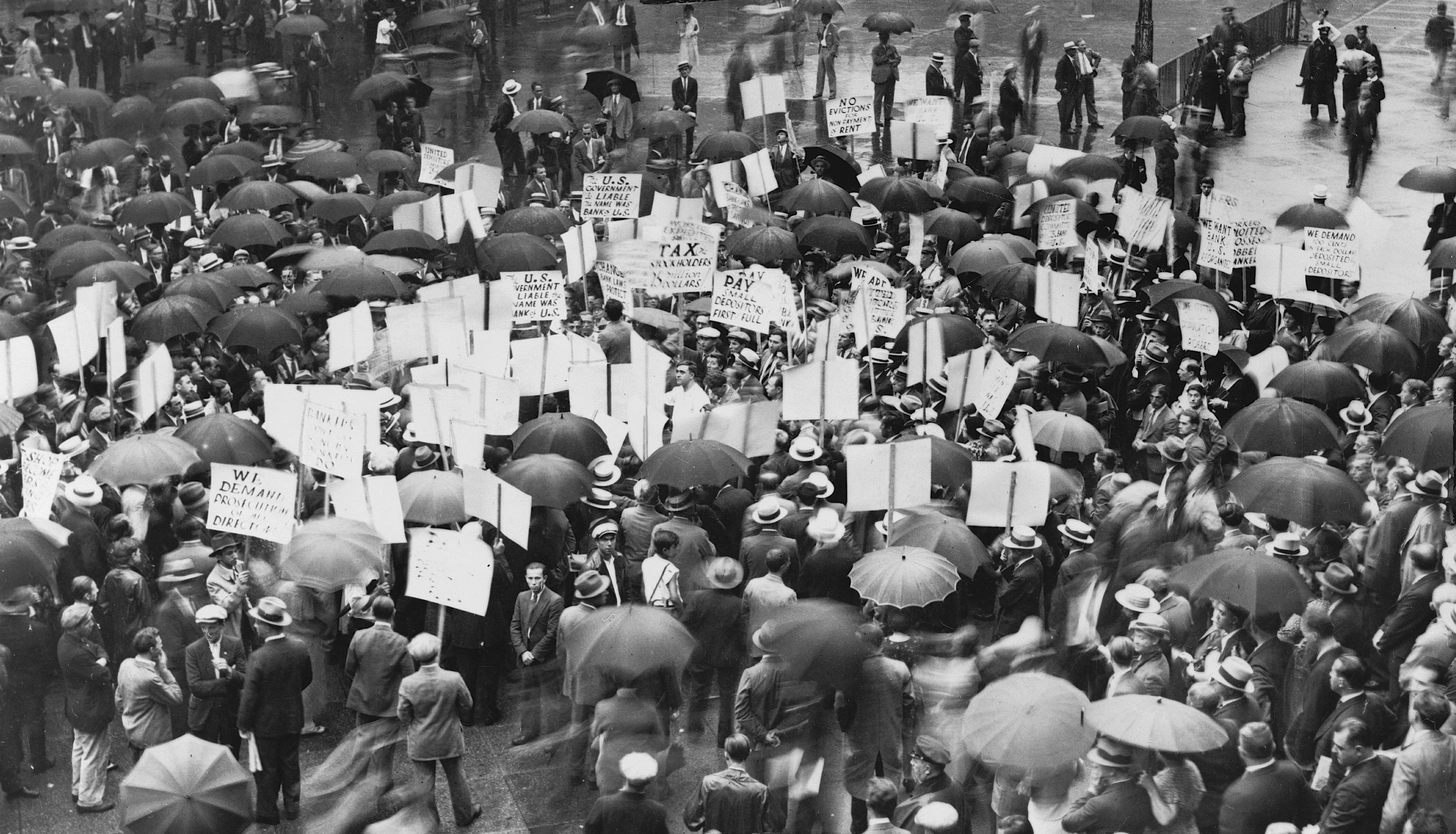
Els Acords de Basilea pretenen establir unes condicions mínimes d'estabilitat i de solvència dels bancs, i evitar una fallida com la de la imatge, de 1931.

Els primers Acords de Basilea I, publicats en 1988, establien els següents punts:
- S'hi establia el capital mínim que havia de reservar el banc en relació als actius ponderats per risc. Es va fixar en 8% com a mínim.
- S'hi establia una definició de capital
- S'hi establia el sistema de ponderació de les exposicions.

## Basilea II
En 2004, el Comitè de Basilea, va revisar els acords de 1988. La reforma, coneguda com a Basilea II, va constar de 3 pilars:
- Pilar 1, que modificava l'acord de 1988, de requeriments mínims de capital. S'hi va desenvolupar el càlcul dels actius ponderats per risc i va permetre que els bancs apliquessin qualificacions de risc basades en els seus models interns prèviament autoritzats pel supervisor, per tal de fomentar la millora en la seva gestió.
- Pilar 2, nou, referit al procés supervisor.
- Pilar 3, nou, que preveia normes per a la divulgació d'informació per part de les entitats amb l'objecte d'enfortir la disciplina de mercat.

## Basilea III

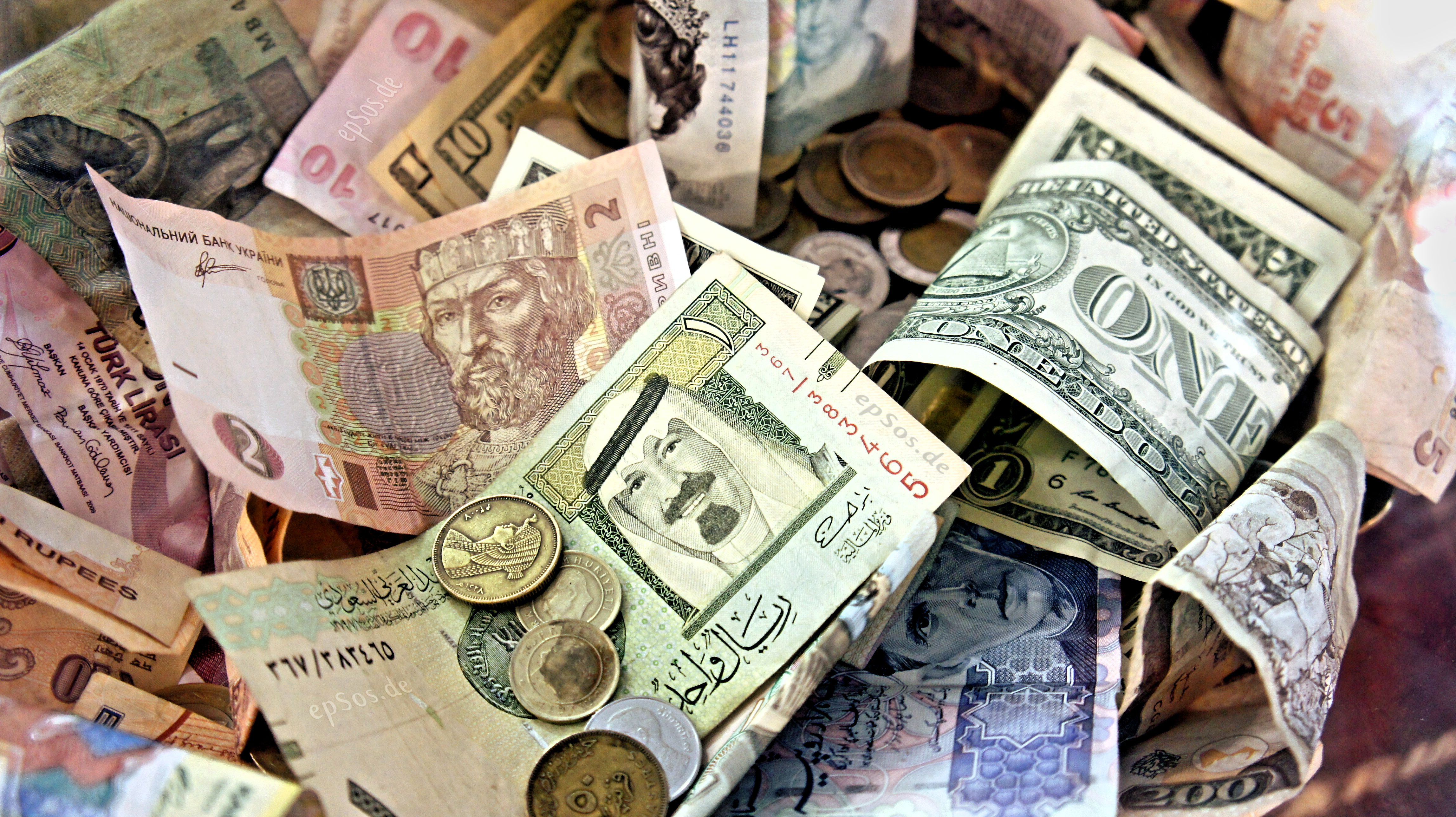
Els Acords de Basilea cada cop exigeixen més capital als bancs per assegurar la seva solvència.

L'esclat de la crisi financera de 2009 va forçar l'establiment de recomanacions addicionals, els Acords de Basilea III, que inclouen els següents elements d'implantació progressiva, des de l'1 de gener de 2013 fins a l'1 de gener de 2019 (data en la qual haurà d'estar totalment implantat el nou marc regulatori):
- Augment de la qualitat del capital, destinat a assegurar una major capacitat d'absorbir pèrdues.
- Millora de la captura dels riscs de determinades exposicions.
- Augment del nivell dels requeriments de capital.
- Constitució de bosses de capital (o buffers) en els bons moments del cicle econòmic.
- Introducció d'una ràtio de palanquejament.
- Millora de la gestió del risc, del procés supervisor i de la disciplina de mercat.
- Introducció d'un estàndard de liquiditat.